# 王劲 (考古学家)
王劲（1926年12月12日—2020年2月6日），女，湖北黄陂人，中国考古学家。湖北省博物馆、湖北省文物考古研究所研究馆员。

## 生平
1926年生于湖北省黄陂县。1949年毕业于湖北省立第二女子师范学校。同年7月入湖北革命大学学习。曾在湖北省文联文工团，《湖北文艺》社工作。1952年8月任长阳县文化馆副馆长。1954年进入湖北省博物馆工作，参加中央文化部文物主管部门、中国科学院考古研究所、北京大学历史系联合举办的“第三届考古工作人员训练班”。从1955年开始，参加京山屈家岭遗址、天门石家河、武昌放鹰台、蕲春毛家咀等遗址发掘，主持大冶铜绿山古铜矿遗址、黄陂盘龙城遗址、房县七里河遗址、江陵马山一号墓等一系列考古发掘项目。曾任湖北省文物考古队队长，1982年任湖北省博物馆副馆长。1979年至1996年连任中国考古学会第一至三届理事。1980年至1996年历任湖北考古协会副理事长、理事长。1988年获全国三八红旗手称号。1989年受聘为湖北省博物馆顾问。1990年从湖北省文物考古研究所离休。1993年受聘为武汉市楚学协会顾问。
2020年2月6日上午10时30分因胸椎结核病在武汉逝世，终年94岁。